# Agnsjö (Kungsäters socken, Västergötland)
Agnsjö är en sjö i Varbergs kommun i Västergötland och ingår i Viskans huvudavrinningsområde.